# Liste der Biografien/Sann
Liste der Biografien |
Portal Biografien |
Personensuche
# |
A |
B |
C |
D |
E |
F |
G |
H |
I |
J |
K |
L |
M |
N |
O |
P |
Q |
R |
S |
T |
U |
V |
W |
X |
Y |
Z |
?
 
Sa |
Sb |
Sc |
Sd |
Se |
Sf |
Sg |
Sh |
Si |
Sj |
Sk |
Sl |
Sm |
Sn |
So |
Sp |
Sq |
Sr |
Ss |
St |
Su |
Sv |
Sw |
Sy |
Sz
 
Saa |
Sab |
Sac |
Sad |
Sae |
Saf |
Sag |
Sah |
Sai |
Saj |
Sak |
Sal |
Sam |
San |
Sao |
Sap |
Saq |
Sar |
Sas |
Sat |
Sau |
Sav |
Saw |
Sax |
Say |
Saz
 
Sana |
Sanb |
Sanc |
Sand |
Sane |
Sanf |
Sang |
Sanh |
Sani |
Sanj |
Sank |
Sanl |
Sanm |
Sann |
Sano |
Sanp |
Sanq |
Sanr |
Sans |
Sant |
Sanu |
Sanv |
Sanw |
Sany |
Sanz
Die Liste der Biografien führt alle Personen auf, die in der deutschsprachigen Wikipedia einen Artikel haben. Dieses ist eine Teilliste mit 67 Einträgen von Personen, deren Namen mit den Buchstaben „Sann“ beginnt.

## Sann
- Sann, Bernhard (1910–1990), deutscher Flugzeugkonstrukteur und Bergbauingenieur sowie Rektor der RWTH Aachen
- Sann, Marie (* 1986), deutsche ComiczeichnerinMarie Sann (* 1986)

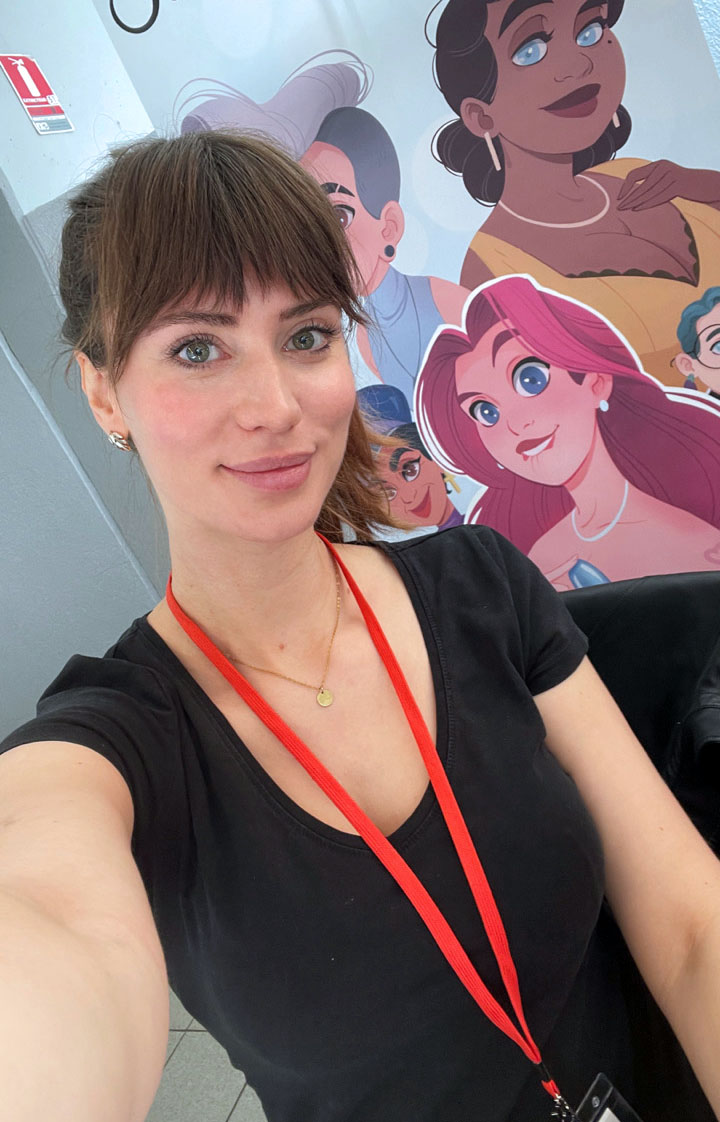
Marie Sann (* 1986)

- Sann, Uli (* 1968), deutscher psychologischer Psychotherapeut und Hochschullehrer

### Sanna
- Sanna, Ignazio (* 1942), italienischer Geistlicher, emeritierter römisch-katholischer Erzbischof von Oristano
- Sanna, Salvatore A. (1934–2018), italienischer Lyriker, Dozent und Herausgeber
- Sannazaro, Jacopo (1458–1530), italienischer Dichter

### Sanne
- Sanne, Carl-Werner (1923–1981), deutscher Diplomat und Staatssekretär
- Sanne, Louis (1875–1940), Abgeordneter der Hamburgischen Bürgerschaft und Publizist
- Sanne, Manuela (* 1962), deutsche Autorin von Kinderbüchern, Sachbüchern und Romanen
- Sanne, Oliver (* 1986), deutscher Mister Germany (2014)
- Sanne, Tom (* 2004), deutscher Fußballspieler
- Sanne, Werner (1889–1952), deutscher Generalleutnant im Zweiten Weltkrieg
- Sanneck, Albert (1901–1988), deutscher Gewerkschafter und Politiker (KPD), MdHB
- Sanneck, Anni (1889–1943), deutsch Hochstaplerin und Opfer des NS-Regimes
- Sanneh, Amadou, gambischer Politiker
- Sanneh, Ansumana, gambischer Politiker
- Sanneh, Ansumana, gambischer Seyfo
- Sanneh, Bakary (* 1959), gambischer Ringer
- Sanneh, Bubacarr (* 1994), gambischer Fußballspieler
- Sanneh, Kanimang, gambischer Politiker
- Sanneh, Kanja (* 1958), gambischer Politiker
- Sanneh, Lamin, gambischer Verwaltungsbeamter
- Sanneh, Lamin J. (* 1977), gambischer Politiker
- Sanneh, Metta (* 1998), gambische Fußballspielerin
- Sanneh, Momodou L. K. (* 1942), gambischer Politiker
- Sanneh, Muhammed (* 2000), gambischer Fußballspieler
- Sanneh, Ramatoulie D. K., gambische Generalin
- Sanneh, Sheriff Nyaling, gambischer Seyfo
- Sanneh, Sidi Moro (* 1947), gambischer Politiker, Außenminister Gambias
- Sanneh, Suwaibou (* 1990), gambischer Leichtathlet
- Sanneh, Tony (* 1971), US-amerikanischer Fußballspieler
- Sanneh, Wally S. M., gambischer Politiker
- Sanneh-Bojang, Nyimasata (1941–2015), gambische Politikerin und Ministerin
- Sannemann, Max (1867–1924), deutscher Komponist und Musikpädagoge
- Sannemüller, Gerd (1914–2008), deutscher Komponist, Pianist und Musikwissenschaftler
- Sannemüller, Horst (1918–2001), deutscher Violinist und Konzertmeister
- Sannemüller, Matthias (* 1951), deutscher Bratschist
- Sanner, Brigitte, deutsche Schauspielerin und Theater-Regisseurin
- Sanner, Jan Tore (* 1965), norwegischer Politiker (Høyre), Mitglied des Storting
- Sanner, Karl (1928–1966), deutscher Jazzschlagzeuger
- Sanner, Rudolf (* 1947), deutscher Judoka
- Sanner, Willi (1925–1987), deutscher Jazzsaxophonist
- Sannert, Hans-Georg (* 1941), deutscher Fußballspieler
- Sannes, Amy (* 1977), US-amerikanische Eisschnellläuferin
- Sannes, Eivin (1937–2019), norwegischer Jazz-Oianist
- Sannesio, Giacomo († 1621), italienischer Geistlicher, Bischof von Orvieto und Kardinal der Römischen Kirche
- Sanness, Nora (* 2000), norwegische Skilangläuferin

### Sanni
- Sanni (* 1993), finnische Sängerin
- Sannia, Achille (1822–1892), italienischer Mathematiker
- Sannia, Marisa (1947–2008), italienische Sängerin
- Sannicandro, Valerio (* 1971), italienischer Komponist
- Sannig, Bernhard (1638–1704), Theologe und Kanonist
- Sannikau, Andrej (* 1954), belarussischer Politiker, Diplomat und Oppositioneller
- Sannikawa, Alena (* 1980), belarussische Skilangläuferin
- Sannikou, Aljaksandr (* 1971), belarussischer Skilangläufer
- Sannikov, Yuliy (* 1978), ukrainischer Ökonom
- Sannikow, Grigori Alexandrowitsch (1899–1969), russischer Dichter
- Sannikow, Jakow (* 1780), russischer Entdecker, Händler und Kartograph
- Sannikow, Stepan Romanowitsch (* 1990), russischer Eishockeyspieler
- Sannikow, Witali, sowjetischer Skispringer
- Sanning, Johann Hermann (1812–1880), deutsch-amerikanischer Baumeister
- Sannino, Giuseppe (* 1957), italienischer Fußballspieler und -trainer
- Sannino, Stefano (* 1959), italienischer EU-Beamter
- Sannitz, Raffaele (* 1983), Schweizer Eishockeyspieler

### Sanno
- Sannoner, Milla (1938–2003), italienische Film- und Fernsehschauspielerin
- Sannow, Ferdinand von (1827–1883), preußischer Generalmajor

### Sannw
- Sannwald, Wolfgang (* 1959), deutscher Historiker, Archivar und Hochschullehrer